# Norbert Formanski
Norbert Formanski (* 1. August 1951 in Westerholt) ist ein deutscher Politiker (SPD) und ehemaliger Abgeordneter des Deutschen Bundestages.

## Leben
Formanski besuchte die Volksschule und erreichte an der Abendschule seine Mittlere Reife, anschließend die Fachhochschulreife. Er erlernte den Beruf des Starkstromelektrikers und absolvierte danach in den Jahren von 1972 bis 1973 seinen fünfzehnmonatigen Wehrdienst. Während der Ausbildung, und auch noch danach, war er von 1967 bis 1971 Jugendvertreter. Er arbeitete als Elektrohauer und war auch Ausbilder auf dem RAG-Steinkohlebergwerk Westerholt. Er war seit 1978 als freigestelltes Betriebsratsmitglied aktiv. Seit dem 1984 übernahm er den Vorsitz des Betriebsrats und 1994 wurde er Mitglied im Gesamtbetriebsrat der Ruhrkohle Bergbau AG. Ebenfalls seit 1994 war er Mitglied im Arbeitskreis der Gesamtbetriebsräte/Betriebsräte der Steinkohleunternehmen in der Ruhrkohle AG und seit 1998 der RAG Chemie. Formanski ist verheiratet und hat einen Sohn.

## Politik
Im Jahr 1966 trat Formanski der Industriegewerkschaft Bergbau und Energie bei, drei Jahre später der SPD. Im Jahr 1976 wurde er Mitglied des SPD-Stadtverbandsvorstandes in Herten, ab 1992 dessen stellvertretender Vorsitzender. Im Jahr 1980 wurde er Bezirksvorstandsmitglied der Gewerkschaft in Gelsenkirchen und Ortsgruppenvorsitzender, im Jahr 1988 trat er dem Kontrollausschuss bei. In den Jahren 1979 bis 1991 saß er im Rat der Stadt Herten. Bei den Bundestagswahlen 1990, 1994 und 1998 wurde er im Wahlkreis Gelsenkirchen II – Recklinghausen III jeweils direkt in den Bundestag gewählt, zuletzt mit 63,0 % der Stimmen. Im Jahr 2002 schied er aus dem Bundestag aus.